# Hugues Krafft
Pour les articles homonymes, voir Krafft.
Hugues Krafft (1853-1935) est un voyageur et photographe français né à Paris. Il voyagea autour du monde et parcourut notamment le Japon en 1882-1883. Il a laissé de nombreuses photographies (environ quatre cents) de qualité et une abondante correspondance écrite lors de son périple autour du monde.
Il fut parmi les premiers à utiliser la photographie instantanée au Japon (il utilisait un appareil Zeiss avec des plaques de verre, une technique qui devint largement répandue au cours de la décennie 1880), ce qui lui permet de prendre des clichés vivants dans un environnement ouvert, contrairement aux nombreux photographes « de studio » de l'époque.

## Biographie

### Origines et jeunesse
Le 3 juin 1852, le baron Guillaume Hugues Krafft, 48 ans, épouse Emma Mumm, 24 ans, au temple de Francfort-sur-le-Main. Quelques mois plus tard, le 1er décembre 1853, Hugues Krafft voit le jour à Paris dans l'appartement du jeune couple, situé rue de Rivoli.
Son père, le Baron Guillaume Krafft est un Allemand, venu en France en 1836 pour y chercher fortune. Il s'installe à Reims et se met au service de Louis Roederer, négociant en vin de Champagne, d'abord comme voyageur, puis devient son associé en 1845. Cette situation lui permet d'obtenir un hôtel particulier à Reims près des caves de la firme, ainsi qu'un château à Toussicourt, dans les bois d'Hermonville, et un autre hôtel à Paris. Par son père, Hugues Krafft a, au-delà de ses origines allemandes, des origines lorraines par la famille Palseur, originaire de Metz, qui quitta la France en 1685 après la révocation de l'édit de Nantes. Les Palseur s'installèrent à Cassel comme beaucoup d'autres huguenots où ils formèrent une importante communauté d'émigrés français. Ces informations sont connues grâce à Hugues Krafft qui effectua en 1903 des recherches généalogiques, le document en résultant est aujourd'hui au Musée-hôtel Le Vergeur.
Sa mère, Emma Mumm, est aussi allemande, issue d'une famille d'origine hollandaise, qui appartiendrait selon les recherches généalogiques d' Hugues Krafft à la noblesse. Elle est la fille de Gustave Mumm et de Frédérique Koch, dont le père Christian était consul d'Angleterre à Francfort. Quant au cousin d'Emma, Jules Mumm, il est le fondateur de la maison de Champagne rémoise du même nom.
Après la naissance de sa sœur Félicie le 13 juin 1855, Hugues et ses parents s'installent à Reims et un peu plus d'un an plus tard, le 6 juillet 1856 le troisième et dernier enfant du couple, Édouard Hermann naît à Reims. En 1860, Hugues entre au petit lycée de Reims, où il reste quatre ans avant qu'il ne tombe malade, ce qui contraint ses parents à le retirer de l'établissement, et à le confier, lui et ses cadets, à des précepteurs. Sans réellement recevoir une éducation religieuse, il est élevé dans la foi protestante qui lui vient aussi bien de sa mère que de son père. En 1873 et 1874, il poursuit son éducation outre-Manche, au très réputé collège privé pour garçons d'Eton, où se forme la haute société anglaise ainsi que les membres masculins de la famille royale britannique.
Cette éducation élitiste désirée par son père vise à faire d'Hugues son successeur chez Roederer, où il le fait débuter comme caviste. Or le jeune Hugues Krafft préfère de loin les soirées mondaines, la danse et l'équitation, activités qui s'accordent très mal à l'emploi de caviste, ne serait-ce que par les horaires matinaux. Louis Roederer en a conscience et préfère l'intéresser aux activités commerciales en l'emmenant ainsi que son frère avec lui dans tous ses déplacements.
Hugues Krafft s'engage en 1875 dans l'armée française, en tant qu'engagé conditionnel du 3e régiment du Génie, quelques photographies sont conservées au musée Le Vergeur. Cet engagement prouve le sentiment d'attachement de la famille à sa nouvelle patrie.
Le baron Guillaume Krafft meurt en 1877 à Toussicourt, et Hugues décide alors de quitter Reims et Roederer pour s'installer à Paris. Trois ans plus tard, sa mère meurt à Wildbad des suites d'une longue maladie, qui la contraignait à faire de nombreuses cures dans les stations allemandes depuis 1865 et à se déplacer en fauteuil roulant. Orphelin, Hugues comme son frère Edouard se retrouvent alors à la tête d'une importante fortune.

### Le goût des voyages
Cette grande fortune lui permet de voyager. En 1881, il entreprend un tour du monde avec son frère Edouard-Hermann et deux amis eux aussi fortunés, Louis Borchard et Charles Kessler. Ils prennent le départ le 31 octobre 1881 pour leur long voyage de près d'un an et demi dont l'itinéraire est, d'après Isabelle Chastang, calqué sur celui de Phileas Fogg dans Le Tour du monde en 80 jours de Jules Verne publié en 1873. Pendant vingt ans de sa vie, à compter de ce tour du monde, Hugues Krafft mènera une vie de globe-trotter. Il se rend en 1885 en Grèce et en Espagne, et affectionne particulièrement ce pays puisqu'il y retourne en 1888, 1892 et 1897, puis en Italie et en Bavière en 1886, dont il publie le récit dans la célèbre revue Le Tour du Monde. Un voyageur digne de ce nom ne pouvait pas se priver d'aller en Orient, la destination très à la mode pendant tout le XIXe siècle. Il visite ainsi le Levant en deux temps en 1887 : le Maghreb au printemps, et l'Égypte et la Palestine à l'automne. En 1896, la Bosnie et le Monténégro, deux plus tard la Russie, de Moscou au Caucase en passant par la Crimée, et en profitant de l'occasion pour assister au couronnement du tsar Nicolas II. Enfin, d'octobre 1898 à juin 1899 il fait son dernier grand voyage, qui le mène en Transcaucasie et au Turkestan russe. Le récit de voyage de ce pays peu visité fut un véritable succès : il a été récompensé par la Société de géographie de Paris ainsi que par l'Académie française, et fier de sa réussite, Krafft distribua de nombreux exemplaires jusqu'au tsar de Russie, auprès duquel il a réussi à obtenir une audience grâce à ses relations pour lui remettre un exemplaire pourvu d'une housse en maroquin et marquée des aigles impériaux.
La vie de globe-trotter que mène Krafft ne s'arrête pas à ses voyages, de retour en France, bien des activités découlent naturellement pour lui de ses déplacements. Au retour de son tour du monde, il donne une conférence à la Société de Géographie de Paris sur son séjour au Japon. Il en sera de même pour son voyage en Bavière et en 1899 à propos du Turkestan russe. Il participe également à de nombreuses expositions : à Bruxelles en 1883, où il expose les photos de son tour du monde, ainsi qu'à Anvers deux ans plus tard, à Toulouse en 1884 au cours de l'Exposition Internationale de Géographie plus centrée sur les clichés du Japon et les aquarelles que Krafft y a réalisés, et à Beauvais en 1884 où cette fois ce sont ses objets japonais qui sont à l'honneur. Il sera plusieurs fois récompensé lors de ces expositions.
Hugues Krafft devient également un membre du monde des globe-trotters : il participe le 29 mai 1884 au premier dîner des Explorateurs, il sera proposé six ans plus tard pour intégrer le comité de ladite société, il est aussi à la table du dîner de la réunion des voyageurs en 1890, dont il devient le secrétaire pour l'année 1893 et en 1907 il est présent au dîner des Amis de l'art japonais.
Ce qu'il reste de la bibliothèque personnelle de Krafft à l'hôtel-musée Le Vergeur laisse paraître son goût pour les voyages. À côté des nombreux ouvrages sur l'histoire de Reims et des sacres, et des grands classiques comme les œuvres de Rousseau et de Goethe, figurent de nombreux récits de voyage, environ une quarantaine, dont ceux d'Edmond Cotteau, du comte de Beauvoir et du baron de Hübner. Les destinations en question dans ces ouvrages couvrent tous les continents, bien que l'Amérique et l'Afrique en dehors de ses franges méditerranéennes soient peu représentées : Grèce, Corse, Chine, Japon, Siam, Russie, Inde, Macédoine, Égypte, Italie, Australie, Iran... Parmi ces récits, plus de la moitié a été incontestablement acquise par Krafft, preuve en est la gravure de ses initiales sur le bas de la tranche des livres, et certains sont même dédicacés. À titre d'exemple celui de Guillaume Depping : « A Monsieur Hugues Krafft. Hommage d'un voyageur en chambre à un vrai voyageur japonisant. G. Depping. », ou celui d'Edmond Cotteau : « A Monsieur Hugues Krafft, hommage de l'auteur, E. Cotteau. » Il y a également d'autres livres qui touchent au voyage sans pour autant être des récits, mais plutôt des ouvrages « informatifs », sur l'Asie, l'Inde, le Japon, l'islam, sans doute utilisés par Krafft pour confirmer et affiner ses observations des pays visités. Figure aussi la revue incontournable du globe-trotter du second XIXe siècle, Le Tour du Monde, du premier numéro de 1860 jusqu'à 1907, ainsi que le Bulletin de la Société de Géographie de Paris de 1867 à 1891, société dont Hugues Krafft était membre.

### «Homme du monde» et mécène
Pendant sa vie de globe-trotter et après celle-ci qui se termine à l'aube du XXe siècle, Hugues Krafft consacrait une part non négligeable de son temps à de nombreuses sociétés. Il a déjà été dit qu'il était membre de la Société de géographie de Paris, mais également de la Société française d'archéologie, de la Société des amis de Versailles et de l'Association française des amis de l'Orient entre autres, ses cartes de membre sont toujours aujourd'hui au musée du Vergeur̈. Il a été fait chevalier de la Légion d'honneur par le président Sadi Carnot en 1889 et officier de l'Instruction Publique en avril 1903. Au niveau local, il est membre titulaire de l'Académie nationale de Reims depuis 1909, et en deviendra le président en 1930 jusqu'à sa mort.
Hugues Krafft apprécie la vie mondaine, participe à de nombreux dîners chez des amis ou via les sociétés dont il est membre, et au retour de son tour du monde, il fit construire dans sa propriété de Jouy-en-Josas, à quelques kilomètres au sud-est de Versailles, une maison et un jardin japonais qu'il nomma Midori no Sato, où il reçut de nombreuses personnalités « japonisantes ».
Fin 1908 avec Ernest Kalas, un architecte rémois, membre comme lui de l'Union centrale des arts décoratifs, il entame le projet de fonder une société rémoise chargée de faire connaître les arts artisanaux. Ainsi les deux associés fondent le 3 février 1909 la Société des amis du vieux Reims, qui est reconnue d'utilité publique quatre ans après sa création. Krafft achète en 1910 l'hôtel Le Vergeur qui sera en grande partie détruit au cours de la Grande Guerre. Les collections de l'association qui était alors installée dans un hôtel appartenant à Kalas, qui fut lui aussi détruit au cours de la guerre, avaient été abritées en 1916 à Paris. Dès 1919, le propriétaire du Vergeur décide de la reconstruction de l'édifice qui commence en 1924, et qui nécessite un investissement important, obligeant Krafft à vendre aux enchères à l'hôtel Drouot en 1925 sa collection d'objets d'Extrême-Orient, acquise au cours de son voyage et par la suite lors de ventes. Ceci expliquant l'actuelle dispersion de la collection, principalement au musée de l'Homme et au Louvre. La Société des Amis du Vieux Reims, dont les buts se sont élargis à la promotion de l'histoire locale et de l'archéologie, s'installe à l'hôtel Le Vergeur en 1930 dans la demeure de Krafft.

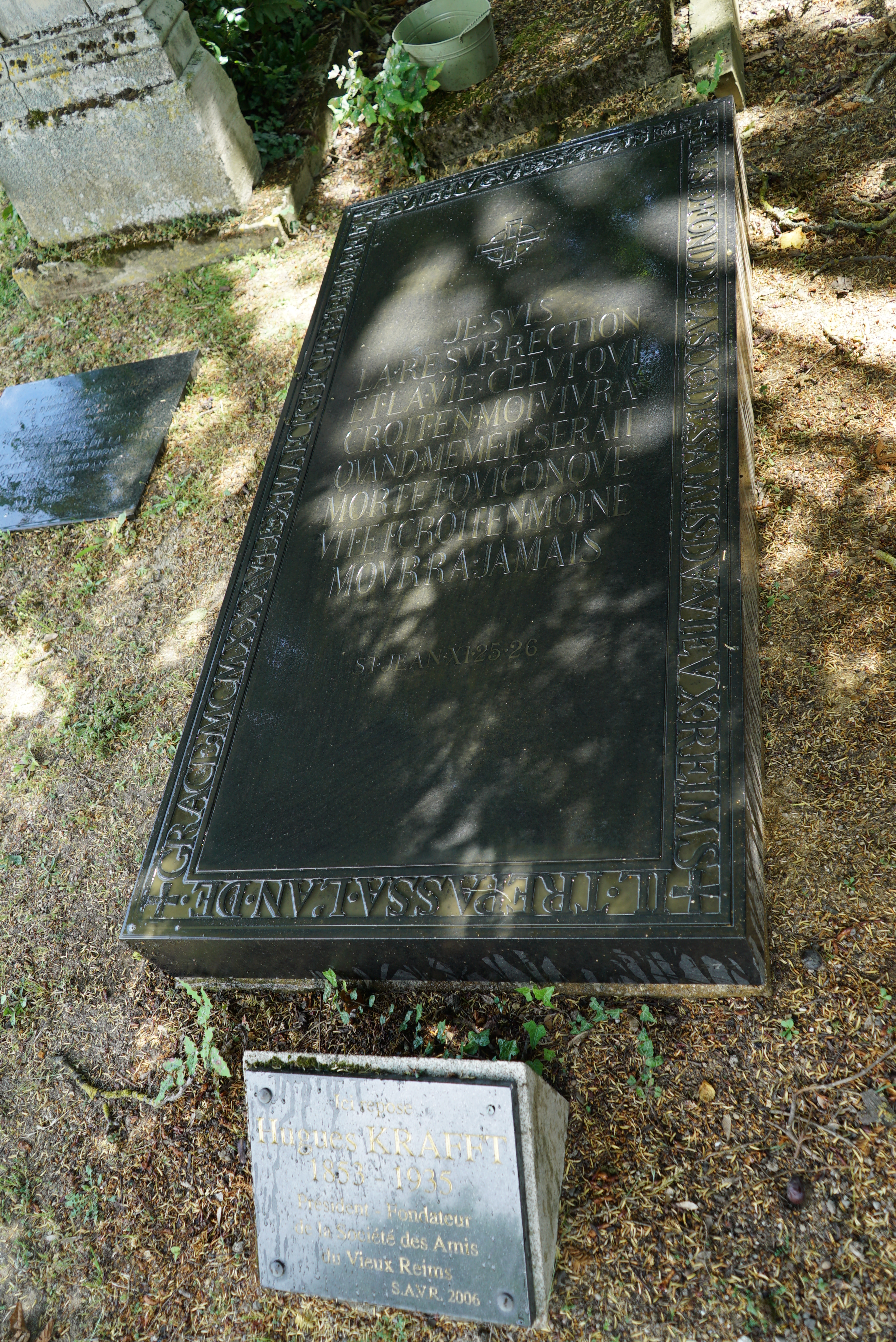
La tombe de M. Krafft et la plaque de l'association des amis du vieux Reims.

Sa santé a été fragile tout au long de sa vie, sa maladie l'obligeant à se rendre annuellement en cure généralement l'été, d'abord en Allemagne, dans les mêmes stations que fréquentait sa mère, en profitant ainsi pour rendre visite à sa famille et ses amis. À la suite d'une grave chute de bicyclette en 1896 qui l'oblige à subir une hydrothérapie régulière, il limite ses déplacements, exception faite pour ses cures et les visites chez ses proches. La fin de ses nombreux voyages coïncide à quelques années près avec cet accident. Dès 1911, il préfère se faire soigner dans une station française, parfois plusieurs fois par an, celle de Bagnoles-de-l'Orne, et ne se rend plus en Allemagne après 1913. La fin de sa vie aura été en grande partie consacrée à sa société et à la reconstruction de son hôtel rémois. Hugues Krafft rend son dernier souffle dans sa chambre de l'hôtel Le Vergeur dans sa 82e année le 10 mai 1935, et lègue l'hôtel, également musée depuis 1932, à la société dont il était le président-fondateur.
Il repose dans le canton 25 du cimetière du Nord.

## Curriculum vitæ détaillé
- 1836 - Arrivée à Reims de Guillaume, Hugues Krafft, père de Hugues Krafft, voyageur pour la Maison Roederer, puis associé de Louis Roederer en 1845.
- 1852 - Mariage du Baron Guillaume Krafft et de Emma Mumm ; installation à Paris, rue de Rivoli.
- 1853 - Naissance de Hugues Krafft à Paris, rue de Rivoli.
- 1855 (18 mai) - Achat du château de Toussicourt, à Hermonville (Marne).

(13 juin) - Installation de la famille à Reims, boulevard du Temple (actuel boulevard Lundy).
- 1860 (1er décembre) - Entrée au Petit-Lycée de Reims.
- 1866 - Installation à Paris.
- 1869 - Construction de l’Hôtel du Parc Monceau, 5 avenue Vélasquez, Paris.
- 1873-1874 - Départ en Angleterre, séjour à Eton.
- 1875 - Entrée à la Maison Roederer.
- 1876 - Engagé volontaire dans l'armée française.
- 1877 (7 août) - Décès à Toussicourt de son père, le baron Guillaume Hugues Krafft.
- 1880 (18 juin) - Décès de sa mère, Emma Mumm.
- 1881 (31 octobre) - Départ pour le Tour du Monde avec Edouard H. Krafft (son frère), Charles Ressler et Louis Borchard. Séjour aux Indes.
- 1882 - Voyage aux Indes, Ceylan, Cochinchine, Java, Chine, Japon (5 mois).
- 1883 (12 février) - Départ de Yokohama pour Honolulu et les États-Unis.

(Fin mars) - Retour du voyage autour du monde.
(Juillet) - Expose des photos à l’Exposition internationale de Bruxelles.
(Décembre) - Expose des photos à la Société de géographie.
- 1884 (4 avril) - Donne à la Société de géographie une conférence sur le Japon ; il la fait imprimer à Reims. Exposition des photos et des aquarelles du Japon à l’Exposition internationale de Toulouse

(obtient le diplôme d’honneur).
- 1885 - Parution des Souvenirs de notre Tour du Monde. Expose des photos à l’Exposition internationale d’Anvers (obtient la médaille de bronze).
- 1886 (19 juin) - Première réception à Midori-no-sato (Jouy-en-Josas).
- 1887 (2 avril) - Parution dans Le Tour du Monde de « Voyage aux châteaux favoris du roi Louis II de Bavière ».

(21 juin) - Conférence à la Société de Géographie sur le même sujet. Parution de la dite conférence dans le 7e bulletin de la dite Société. Participe à la 9e exposition de l’Union centrale des Arts décoratifs (obtient une mention honorable).
- 1889 (9 octobre) – Élevé au grade de chevalier de la Légion d'honneur
- 1890 - Nommé membre du Conseil d’Administration de l’Union centrale des arts décoratifs ; Deuxième secrétaire jusqu’en 1898. Admis à la Société du dîner des Cinquante.
- 1892 – Léon Bonnat fait son portrait (collection Musée Le Vergeur).
- 1896 - Voyage en Russie : fêtes du Couronnement du Tsar Nicolas II à Moscou, Nijni Novgorod, Iékatérinenbourg, avec le baron Joseph de Baye puis seul.
- 1897 (6 mars) - Parution dans Le Tour du Monde de Aux ruines de Bolgary, publiée par Hachette.
- 1898 (fin septembre/décembre) - Voyage en Transcaucasie, avec le baron de Baye, puis au Turkestan.
- 1899 (1er janvier/9 juin) - Voyage au Turkestan, Caucase et Russie

(2/28 août) - Francfort, Woerishofen, Bayreuth.
(Juin) - Exposition particulière d’objets d’art anciens et modernes du Turkestan à l’Union centrale des Arts décoratifs (article de Joseph Balmon dans la Revue des Arts décoratifs de juillet).
(6-29 septembre) - Voyage en Russie.
(1er décembre) - Conférence sur le Turkestan à la Société de Géographie.
- 1900 (janvier/avril) - Déménagement et installation au 42 rue de Lubeck, à Paris. Participe à la Section Rétrospective de l’Exposition universelle de Paris ; il obtient un diplôme commémoratif.

(décembre) - Parution dans la Revue des traditions populaires de ses Contes et apologues du Turkestan.
- 1901 (décembre) - Parution de son livre : À travers le Turkestan Russe. Livre aujourd'hui rare et très difficile à trouver, un exemplaire est en consultation au musée Guimet à Paris (Guimet fut l'ami de Hugues Krafft)
- 1902 (mars) – Parution, dans la Revue française de l’Étranger et des Colonies, de son article : « Turkestan russe ; types et costumes » (5 gravures).

(11 mai/14 juin) - Voyage à Saint-Pétersbourg et à Moscou pour son livre : Audience avec le Tsar Nicolas II.
- 1904 - Exposition de photographies à l’Exposition universelle de Saint-Louis, sous l’égide du Photo-club de Paris obtient le grand prix collectif).
- 1906 - Exposition à l’Union centrale des arts décoratifs.
- 1907 (18 novembre) - Premier dîner des Amis de l’art japonais.
- 1908 - Projet de Société des amis du vieux Reims (il a 55 ans).
- 1909 (3 février) - Fondation de la Société des amis du vieux Reims. Signature, avec Ernest Kalas, du bail pour l'appartement du 5 rue Salin.
- 1910 (17 avril) – Publication, dans Le Journal des voyages, de : « Au Turkestan russe. Les fêtes du Salin-Naou ».

(2 décembre) - Acquisition de l’hôtel, 1 rue du Marc à Reims.
- 1911 - Obtient la Grande médaille de vermeil de la Société française d'archéologie.
- 1913 (29 décembre) - Décret reconnaissant la Société des amis du vieux Reims d’Utilité Publique.
- 1914 - Exposition de photos à la British Arts & Crafts Exhibition, au Pavillon de Marsan ; Diplôme commémoratif.

- Évacuation des collections de la Société des Amis du Vieux Reims au Pavillon de Marsan, à Paris.
- 1924 - Déclaration d’entreprise et reconstruction de l’hôtel Le Vergeur.
- 1925 - Vente de sa collection d’objets d’art d’Extrême-Orient, à l’hôtel Drouot ; recettes consacrées aux frais de reconstruction de l'Hôtel Le Vergeur.
- 1930 (27 mai) - Les Amis du Vieux Reims sont réunis pour la première fois à l’hôtel Le Vergeur pour l’Assemblée générale et une présentation partielle et provisoire des collections.

1932 - Inauguration du nouveau Musée de la Société des amis du vieux Reims.
- 1935 (10 mai) - Décès du baron Hugues Krafft, à Reims.
- 1936 (28 mai) - Délibération du Conseil municipal de la Ville de Reims proposant de donner le nom de Hugues Krafft à la rue nouvellement ouverte, reliant le boulevard des Belges à la rue de Guignicourt.

Hugues Krafft ne laisse pas de descendance directe. Ne lui connaissant aucune relation familiale institutionnalisée, les seuls descendants Krafft sont : son neveu Pierre Philippe Krafft, décédé en 1955, fils d'Edouard-Hermann, le frère cadet d'Hugues, Étienne-Hébert Krafft, décédé en 1997, fils de Pierre Philippe, Philippe Krafft, fils d'Étienne Hébert, né en 1956, et Victoire Krafft, fille de Philippe, née en 1989.

## Décorations
- Chevalier de la Légion d'honneur[7]

## Galerie

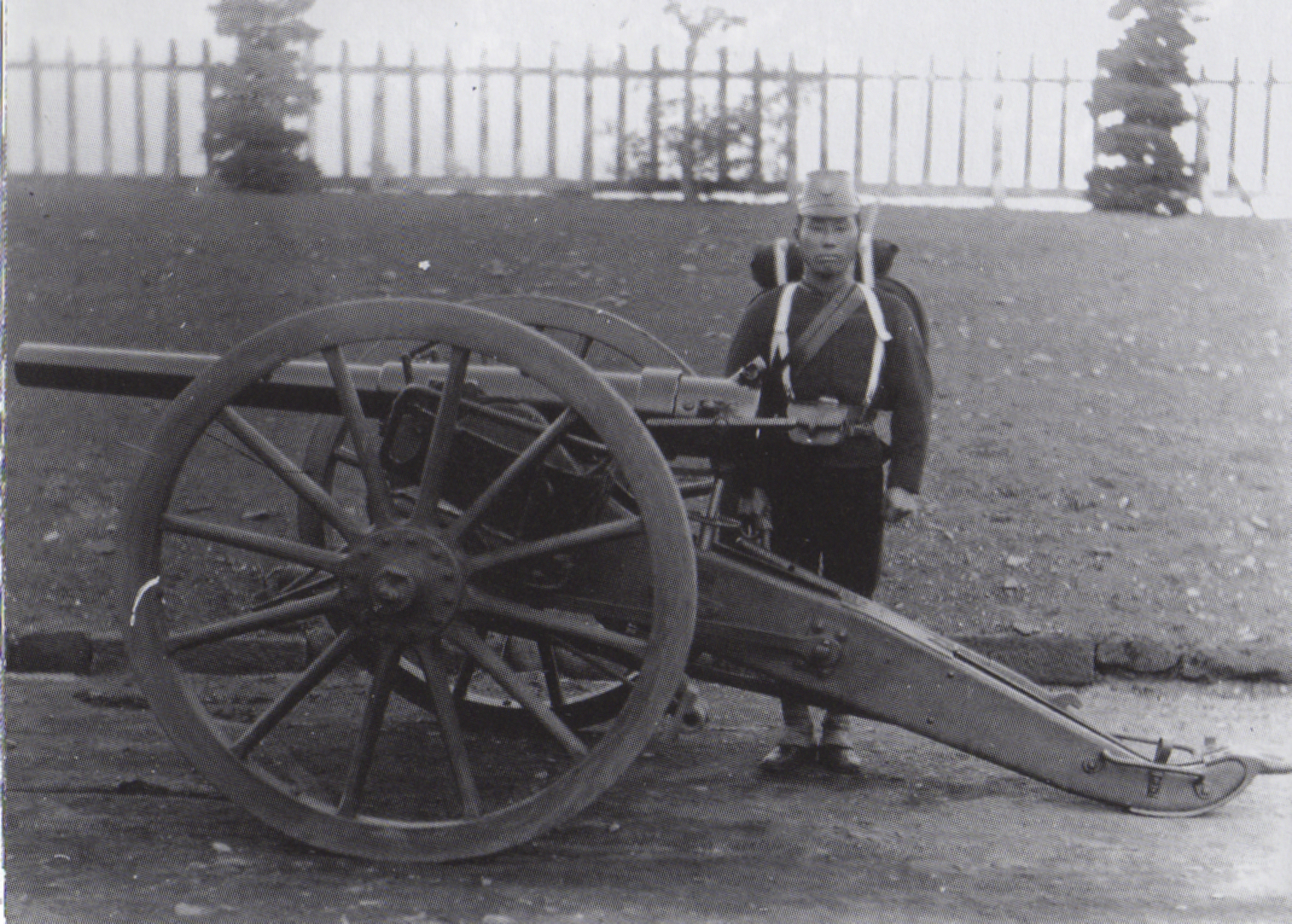
Pièce d'artillerie à l'arsenal de Koishikawa, Tokyo, en 1882.
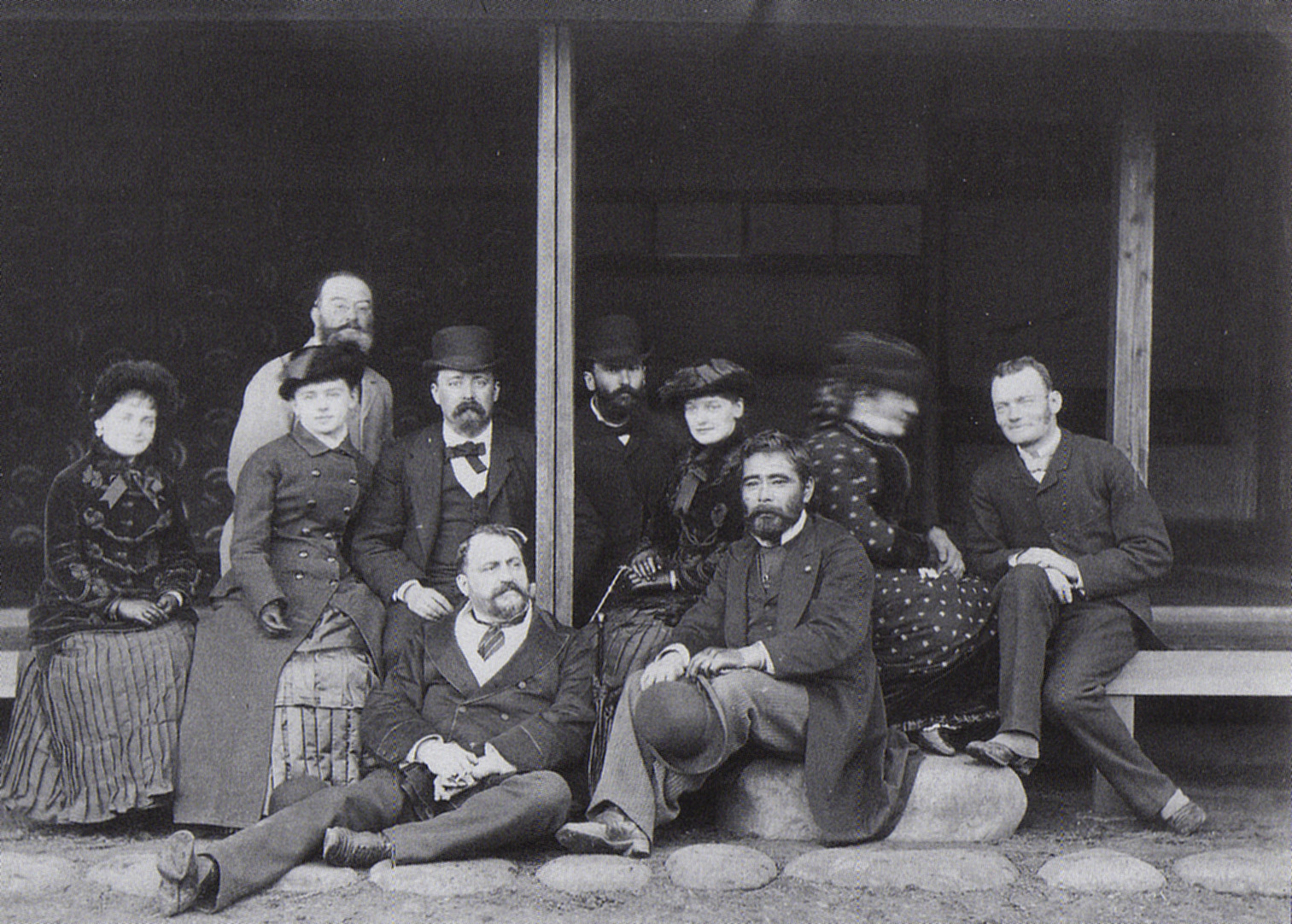
Felice Beato et Saigō Tsugumichi (au premier plan) en 1882.
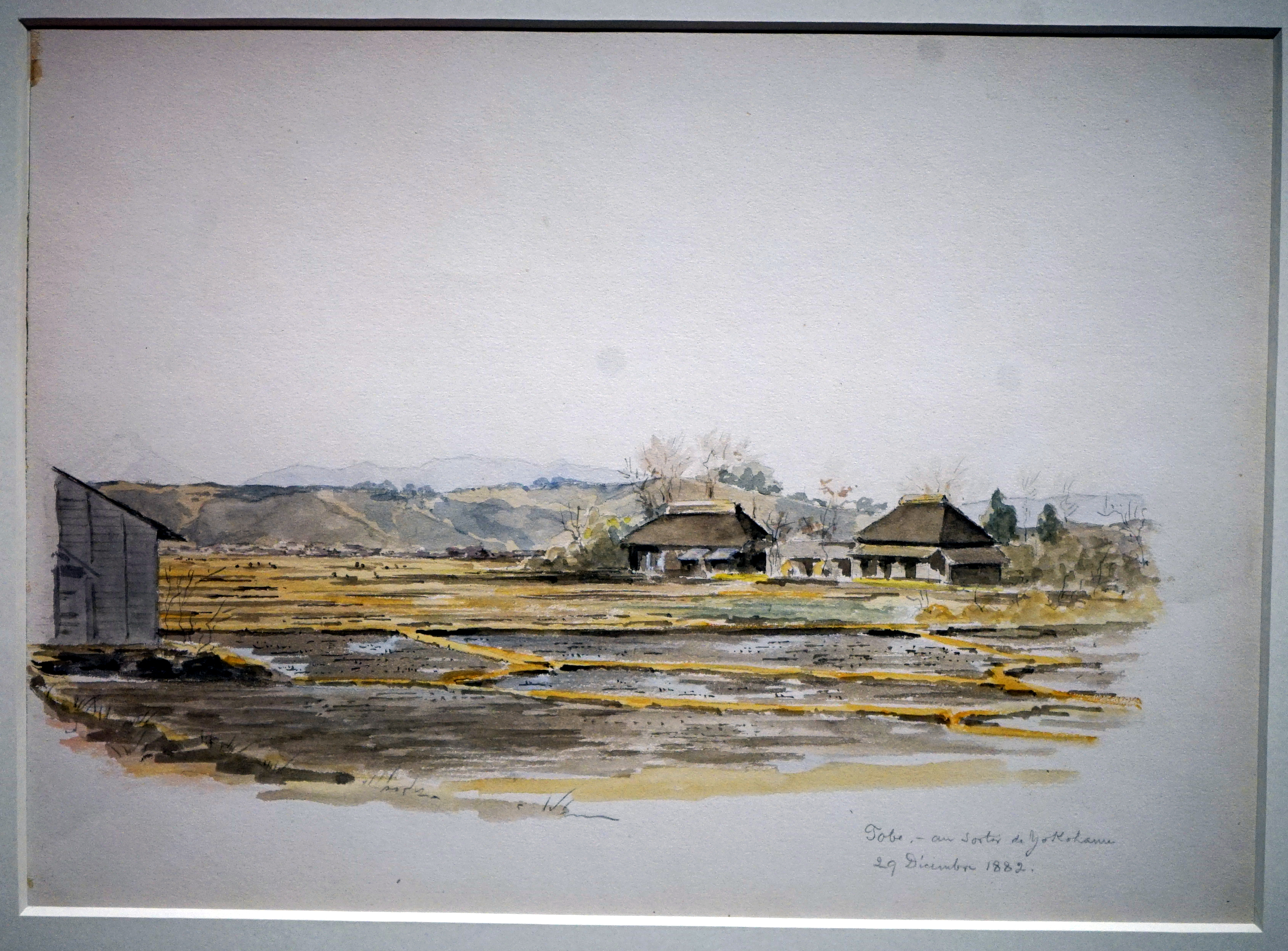
Dessin de Yokhoama, 1882.
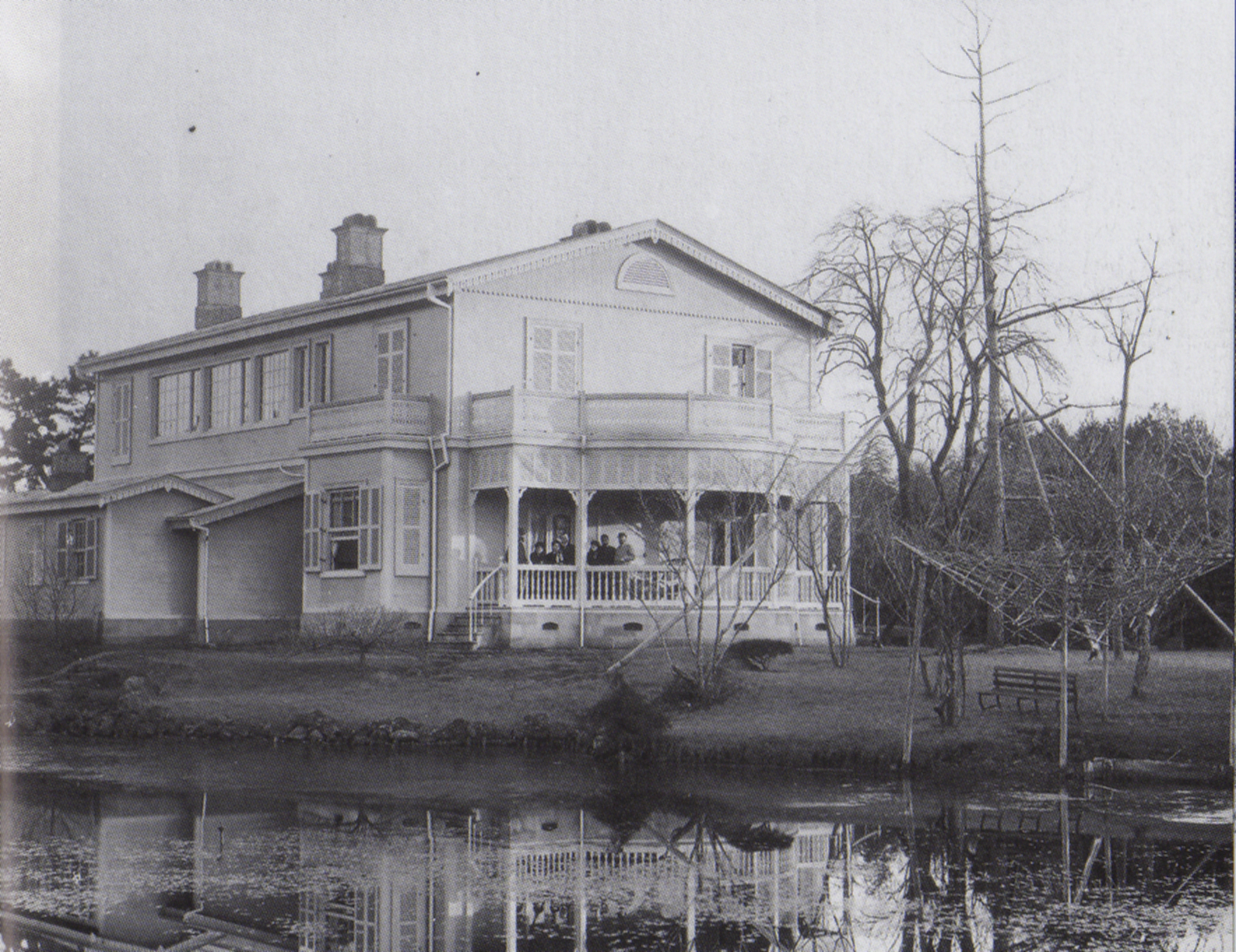
La propriété du général Saigo Tsugumichi.